# Michał Michalak
Michał Michalak (Pabianice, 2 novembre 1993) è un cestista polacco.

## Carriera
Con la Polonia ha disputato i Campionati europei del 2022.

## Palmarès
- Campionato polacco: 1

Włocławek: 2018-19
- Supercoppa polacca: 2

Trefl Sopot: 2012, 2013